# Azalaïs de Porcairagues
Azalaïs de Porcairagues est une trobairitz, active dans la seconde moitié du XIIe siècle. Une seule de ses compositions a été conservée, Ar em al freg temps vengut.

## Biographie

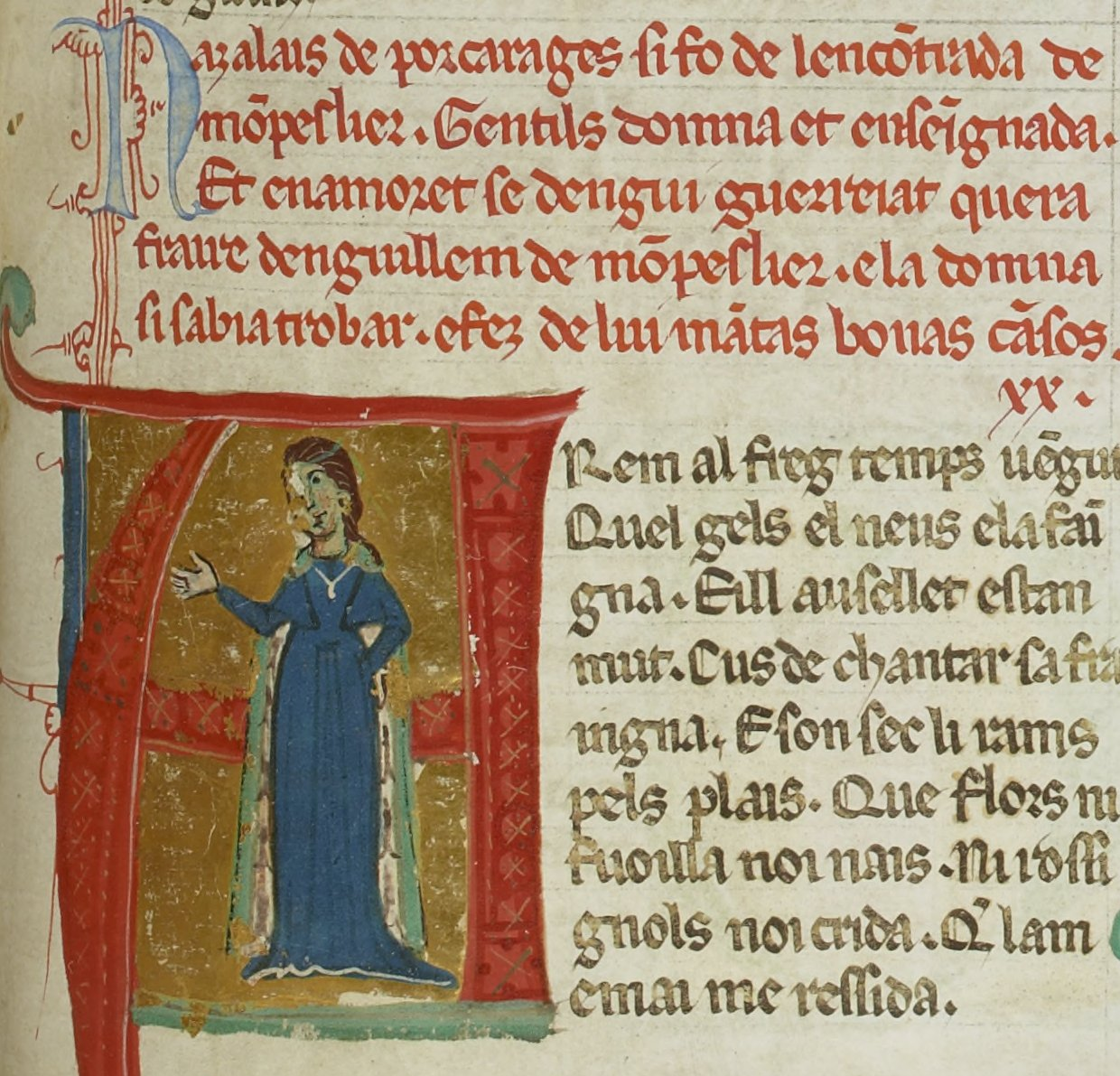
Enluminure représentant Azalaïs de Porcairagues dans un chansonnier du XIIIe siècle, surmontée de sa vida (texte en rouge).

L'unique source pour connaître la vie d'Azalaïs de Porcairagues est sa vida, c'est-à-dire une brève biographie occitane en prose écrite au XIIIe siècle. Selon cette vida : 

« Dame Azalaïs de Porcairagues, une dame de haute noblesse et de culture, était originaire de la région de Montpellier. Elle s'éprit de sire Gui Guerrejat, le frère de sire Guillaume de Montpellier. Elle s'entendait à la poésie et composa à son propos maintes chansons de qualité,. »

Sa vida la dit originaire de « la contrée de Montpellier (de l'encontrada de Monpeslier) » et des recherches confirment qu’elle pourrait être de Portiragnes, à une dizaine de kilomètres de Béziers.
Azalaïs de Porcairagues passe pour la première trobairitz dont le nom soit connu. Bien qu’il ne subsiste d’elle, outre sa vida, qu’une chanson de 52 vers, il semble qu’elle a été comparée, en son temps, à des trobairitz comme Beatritz de Dia ou Castelloza.
Sa vida mentionne qu’elle a aimé Gui Guerrejat, le frère de Guilhem VII de Montpellier et qu’elle a composé beaucoup de bonnes chansons sur lui. La seule chanson qu’on ait d’elle lui est probablement adressée. Bien que cette composition soit habituellement de 52 vers, les considérables variations du texte entre les manuscrits suggèrent qu’elle n’a pas fait immédiatement l’objet d’une transcription. La chanson, vraisemblablement composée peu après la mort en 1173 du troubadour Raimbaut d'Orange (un cousin de Gui Guerrejat) semble faire allusion à cet évènement. Gui lui-même est mort en 1178. La tornada de la chanson semble également mentionner Ermengarde de Narbonne, une mécène bien connue de la poésie troubadour.
Raimbaut d’Aurenga, lui aurait peut-être attribué dans ses propres œuvres le senhal de « Joglar ».

## Œuvre
- Ar em al freit temps vengut lire en ligne

## Biographie complémentaire
- J. Boutière, A.-H. Schutz, Biographies des troubadours, Paris, Nizet, 1964
- Pierre Bec, Chants d'amour des femmes-troubadours: trobairitz et chansons de femme, Paris, Stock, 1995  (ISBN 2-234-04476-6)
- René Nelli, Écrivains anticonformistes du Moyen Âge occitan, I : « La femme et l’amour », Paris, Phébus, 1977  (ISBN 978-2-85940-006-4)
- (de) Angelika Rieger: Beruf: Joglaressa. Die Spielfrau im okzitanischen Mittelalter, in: Detlef Altenburg u.a. (Hgg.), Feste und Feiern im Mittelalter: Paderborner Symposium des Mediävistenverbandes, Sigmaringen, 1991  (ISBN 3-7995-5402-5)
- (en) Marcelle Thiébaux, The writings of medieval women : an anthology, New York, Garland Pub., 1994  (ISBN 0-8153-1392-6)
- Aimo Sakari, « Azalais de Porcairagues, le « Joglar » de Raimbaut d'Orange », Neuphilologische Mitteilungen vol. 50, 1949, p. 23–43; 56-87; 174-198.
- Aimo Sakari, « À propos d'Azalais de Porcairagues », dans Irénée Cluzel et François Pirot, éd. Mélanges de philologie romane dédiés à la mémoire de Jean Boutière, Liège, Soledi, 1971, vol. 1, p. 517-528.
- Aimo Sakari, « Un vers embarrassant d'Azalais de Porcairagues », Cultura neolatina, vol. 38, 1978, p. 215-222.
- Aimo Sakari, « Azalais de Porcairagues, interlocutrice de Raimbaud d'Orange? », Atti del Secondo Congresso Internazionale della "Association Internationale d'Études Occitanes" (Turin, 1987), Turin, 1993, p. 369-374
- Jean-Charles Huchet, « Trobairitz : les femmes troubadours », dans Danielle Régnier-Bohler (dir.), Voix de femmes au Moyen Âge : savoir, mystique, poésie, amour, sorcellerie, XIIe – XVe siècle, Paris, Robert Laffont, 2006, p. 15-17.
- Frédérique Le Nan, Poétesses et escrivaines en Occitanie médiévale, Presses Universitaires de Rennes, 2021  (ISBN 978-2-7535-8037-4)